# 888 Parysatis
888 Parysatis è un asteroide della fascia principale del diametro medio di circa 44,65 km. Scoperto nel 1918, presenta un'orbita caratterizzata da un semiasse maggiore pari a 2,7085528 UA e da un'eccentricità di 0,1942145, inclinata di 13,85949° rispetto all'eclittica.
Il suo nome fa riferimento a Parisatide, regina persiana e madre di Artaserse II di Persia e Ciro il Giovane.